# Stora Lycke
Stora Lycke är en bebyggelse öster om Lycke kyrka i Lycke socken i Kungälvs kommun. Mellan 2015 och 2020 avgränsade SCB här en småort. Vid avgränsningen 2020 klassades den som en del av småorten Bremnäs som då klassades om till en tätort.